# Dorin Recean
Dorin Recean (Dondușeni, 17 de março de 1974) é um professor e político moldavo, que serviu como ministro do interior da Moldávia de julho de 2012 a fevereiro de 2015. Em fevereiro de 2023, ele foi nomeado primeiro-ministro da Moldávia em nome do Partido de Ação e Solidariedade (PAS).

## Infância e educação
Recean nasceu em Dondușeni, SSR da Moldávia (atual República da Moldávia), em 17 de março de 1974. Em 1996, formou-se na Academia de Estudos Econômicos da Moldávia com bacharelado em gestão de negócios internacionais. Em seguida, ele obteve um mestrado em administração de empresas pela filial belga da Universidade Internacional de Newport em 2000.

## Carreira
Recean iniciou sua carreira como professor em 1995 em sua alma mater, a Academia de Estudos Econômicos da Moldávia, e continuou a lecionar lá até 2007. De 2002 a 2010, ele também trabalhou em diferentes empresas em várias funções. Ele também lecionou na Universidade Internacional de Newport, com sede em Quixinau, de 2000 a julho de 2012.
Em janeiro de 2010, Recean foi nomeado vice-ministro das Tecnologias de Informação e Comunicação (TIC), onde foi responsável pela implementação de novos documentos seguros, incluindo o passaporte biométrico, como parte do plano de ação de liberalização de vistos. Ele foi membro da Força-Tarefa Governamental sobre Liberalização de Vistos com a União Europeia.
Em julho de 2012, foi nomeado ministro do interior do gabinete liderado por Vlad Filat, substituindo Alexei Roibu. Em 31 de maio de 2013, Recean foi reapontado como ministro do Interior do gabinete liderado pelo primeiro-ministro Iurie Leancă.
Imediatamente após as eleições de novembro de 2014, Recean anunciou que seguiria uma carreira privada na FinTech. Ele estava atualmente promovendo tecnologias da TIC no campo de remessas e pagamentos móveis com o objetivo de ampliar o acesso de trabalhadores migrantes e seus parentes a transferências e pagamentos de dinheiro seguros e acessíveis.
Em fevereiro de 2023, Recean foi nomeado e designado primeiro-ministro da Moldávia após a renúncia da primeira-ministra Natalia Gavrilița.

## Ideologia política
Recean apoia a adesão da Moldávia à União Europeia e estreita os laços com o Ocidente.

## Vida pessoal
Recean é casado e tem dois filhos.

## Controvérsias
Como Ministro do Interior, Dorin Recean conversou por telefone com Nicolae Vicol, Chefe do Serviço de Estado (FISC). Na gravação, o Ministro do Interior dava orientações ao chefe do FISC, dizendo-lhe a certa altura "dê-lhe e vou estilhaçar-lhe com a cabeça no asfalto e vou esmurrá-lo com a cabeça contra a parede", referindo-se a outra pessoa. Recean admitiu que esse fragmento fazia parte de uma discussão maior e acusou Plahotniuc de expor a gravação. Ele se defendeu afirmando que estava tentando impedir o abuso e que não usou linguagem abusiva.